# Leptodermis gracilis
Leptodermis gracilis är en måreväxtart som beskrevs av Cecil Ernest Claude Fischer. Leptodermis gracilis ingår i släktet Leptodermis och familjen måreväxter. Utöver nominatformen finns också underarten L. g. gracilis.